# Krikilan (Driyorejo)
Krikilan is een bestuurslaag in het regentschap Gresik van de provincie Oost-Java, Indonesië. Krikilan telt 7624 inwoners (volkstelling 2010).